# Wiesenbach (Ruhr)
Der Wiesenbach ist ein kleiner Talauebach des Grundgebirges im Essener Stadtteil Kettwig. Er ist ein knapp anderthalb Kilometer langer, westlicher und linker Zufluss der Ruhr.

## Geographie

### Verlauf
Der Wiesenbach entspringt auf einer Höhe von etwa 90 m ü. NHN in einem Mischwald nördlich des Pasbergs.
Der Bach fließt zunächst nach Nordosten ab bis zum Hessenhof, von dort nach Nordwesten bis zur Landstraße 442. Dann verläuft er entlang der Ruhrauen bis zum Campingplatz Cammerzell. Dort mündet er schließlich auf einer Höhe von ungefähr 43 m ü. NHN von rechts in die Ruhr, die hier zum Kettwiger See aufgestaut ist.
Der etwa 1,4 km lange Lauf des Wiesenbachs endet ungefähr 47 Höhenmeter unterhalb seiner Quelle, er hat somit ein mittleres Sohlgefälle von circa 34 ‰.

### Einzugsgebiet
Das 0,7018 km² große Einzugsgebiet des Wiesenbachs liegt im Ruhrtal und wird durch ihn über die Ruhr und den Rhein zur Nordsee entwässert.
Es grenzt
- im Osten und Südosten an das Einzugsgebiet des Hitzbleckbachs, der in den Oefter Bach mündet;
- und im Südwesten an das des Laupendahler Bachs, der über den Rinderbach in die Ruhr entwässert.

Das Einzugsgebiet im Süden und Nordwesten ist zum größten Teil bewaldet, Der mittlere Bereich wird durch Ackerland geprägt und im Nordosten überwiegt Grünland.